# Nilda Gómez López
Nilda Gómez López es una deportista puertorriqueña que compitió en tiro adaptado. Ganó una medalla de bronce en los Juegos Paralímpicos de Pekín 2008 en la prueba rifle de aire de pie (clase SH1).

## Palmarés internacional
| Juegos Paralímpicos | Juegos Paralímpicos | Juegos Paralímpicos | Juegos Paralímpicos      |
| Año                 | Lugar               | Medalla             | Prueba                   |
| ------------------- | ------------------- | ------------------- | ------------------------ |
| 2008                | Pekín (China)       | Medalla de bronce   | Rifle de aire de pie SH1 |